# Nikéforos Gregoras
Nikéforos Gregoras, řecky Νικηφόρος Γρηγορᾶς (1295 Hérakleia Pontiké - 1360 Konstantinopol) byl byzantský historik, teolog a astronom.

## Život
Již v raném věku se usadil v Konstantinopoli. Získal si pověst učence a císař Andronikos II. ho jmenoval chartophylaxem (správcem církevních archivů).
Jako astronom si všiml chyb v kalendáři a v roce 1326 navrhl císaři jeho reformu. Andronikos II. ji odmítl provést kvůli strachu z reakce jiných národů. Až o dvě stě let později papež Řehoř XIII. prosadil takřka totožnou reformu, jakou navrhoval Nikéforos.
Když byl císař Andronikos II. roku 1328 sesazen svým vnukem Andronikem III., Nikéforos se stáhl do soukromého života. Do veřejného prostoru vstoupil zase až polemikou s aristotelovským teologem Barlaamem z Kalábrie. Ta mu získala velkou popularitu a přinesla množství žáků.
Teprve po smrti Andronika II. si Nikéforos našel cestu k jeho vládnoucímu vnukovi a přijal jeho nabídku, aby se roku 1333 zúčastnil jednání o sjednocení východní a západní církve s velvyslanci papeže Jana XXII. Jednání byla ovšem neúspěšná.
V roce 1346 vyvolal další velkou veřejnou polemiku, tentokrát zaútočil na hésychasty, a to vydáním traktátu, v němž se pevně postavil proti Gregoriovi Palamasovi, hlavnímu stoupenci hésychastické doktríny. Byl v tomto tažení povzbuzován zejména císařovnou Annou Savojskou, naopak císař Jan VI. Kantakuzenos byl spíše na straně hésychastů.
Přestože přesvědčil některé významné církevní činitele, na klíčové synodě roku 1351 prohrál a synoda označila jeho názory za kacířské a doktrínu Palamasovu za ortodoxní (tedy správnou). On i ostatní poražení dostali příležitost se odvolat, ale Nikéforos odmítl. Stal se mnichem a pokračoval v kampani proti palamitům. Vyhrotily se v důsledku toho i jeho vztahy s císařem Kantakuzenem. Ten ho začal pronásledovat, nejprve mu udělil trest domácího vězení, později mu nařídil trvalý pobyt v klášteře Chora. Z kláštera mohl vyjít až roku 1354 a vrátil se ihned k polemikám s hésychasty.

## Dílo
Jeho nejslavnějším dílem je 37dílná historiografická práce Římská historie. Popisuje léta 1204-1359. Navazuje v ní na práci Georgia Pachyméra. V textu často popouštěl uzdu svým emocím a důkazem toho, že ve svých polemikách neměl míru, je, že jejich popisu vyhradil celé dva díly své Římské historie.